# Fabiano Preti
Fabiano Preti (* 24. Februar 1978) ist ein italienischer Fußballschiedsrichterassistent.
Seit 2015 steht er als Schiedsrichterassistent auf der Liste der FIFA-Schiedsrichter und leitet internationale Fußballpartien. Seit der Saison 2015/16 leitet er Spiele in der Europa League, seit der Saison 2018/19 auch in der Champions League. 
Preti war unter anderem bei der U-20-Weltmeisterschaft 2019 in Polen (als Assistent von Davide Massa) und bei der Europameisterschaft 2021 (als Assistent von Daniele Orsato) im Einsatz.